# Toshirō Mifune
Toshirō Mifune (japonès: 三船 敏郎)  (Tsingtao, 1 d'abril de 1920 - Tòquio, 24 de desembre de 1997) fou un actor i productor japonès. Considerat un dels millors actors de tots els temps, és conegut especialment pels seus papers en les obres mestres d'Akira Kurosawa i Hiroshi Inagaki des dels anys 50 fins als 60.

## Biografia

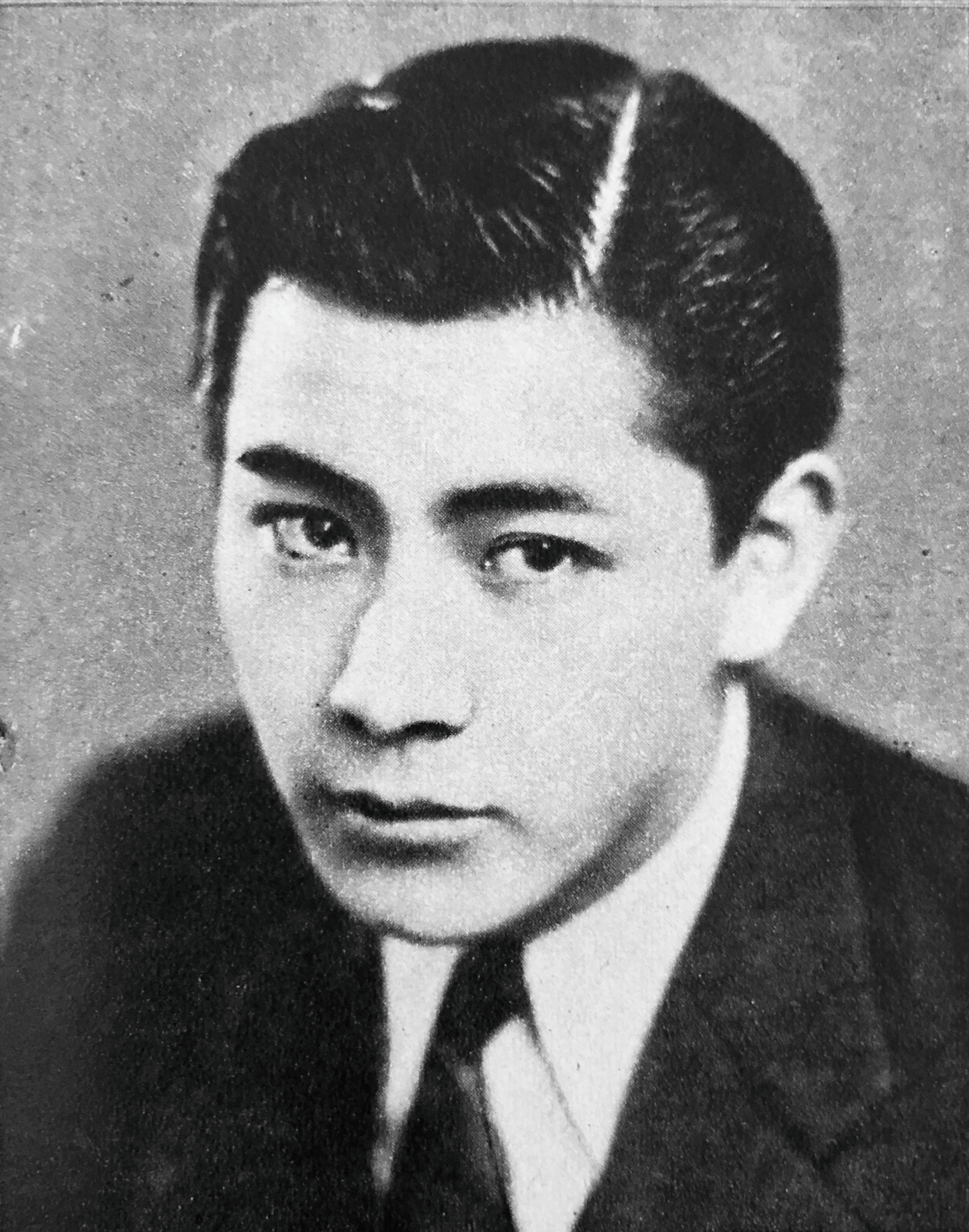
Mifune el 1939.

Va néixer a Seitō, Shandong llavors ocupada pels japonesos (actual Qingdao, Xina), el fill gran de Tokuzo i Sen Mifune. El seu pare Tokuzo era un comerciant i fotògraf que dirigia un negoci de fotografia a Qingdao i Yingkou, i originalment era fill d'un metge de Kawauchi, prefectura d'Akita. La seva mare Sen era filla d'un hatamoto, un alt funcionari samurai. Els pares de Toshiro, que treballaven com a missioners metodistes, van ser alguns dels ciutadans japonesos animats a viure a Shandong per l'govern japonès durant la seva ocupació abans que la República de la Xina prengués possessió de la ciutat el 1922. Mifune va créixer amb els seus pares i dos germans menors a Dalian, Fengtian dels 4 als 19 anys.
En la seva joventut, Mifune va treballar a l'estudi fotogràfic del seu pare. Després de passar els primers 19 anys de la seva vida a la Xina, com a ciutadà japonès, va ser reclutat a la divisió d'aviació de l'Exèrcit Imperial Japonès, on va servir a la Unitat de fotografia aèria durant la Segona Guerra Mundial.
L'any 1947 es va sotmetre a una prova per a nous actors, però no fou admès. Això no obstant, un director es fixà en ell i el suggerí a un altre director, Senkichi Taniguchi, que el contractà per la que seria la primera pel·lícula de Mifune, Shin Baka Jidai, gravada aquell mateix any.
En 1948, Mifune va conèixer a Akira Kurosawa, amb qui va treballar una sòlida amistad de mutua col·laboració que li va proporcionar una plataforma cap a l'èxit. Mifune va ser l'actor favorit del realitzador: al llarg de la seva dilatada carrera, Mifune va participar en 16 pel·lícules de les seves pel·lícules, la majoria de les quals es convertiren en clàssics del cinema japonès. Les seves actuacions, amb una forta presencia interpretativa, van encarnar a personatges rígits, durs i crus de modals, com samurais itinerants y rōnins, als que sovint matitzaba amb delicats i murris tocs d'humor.

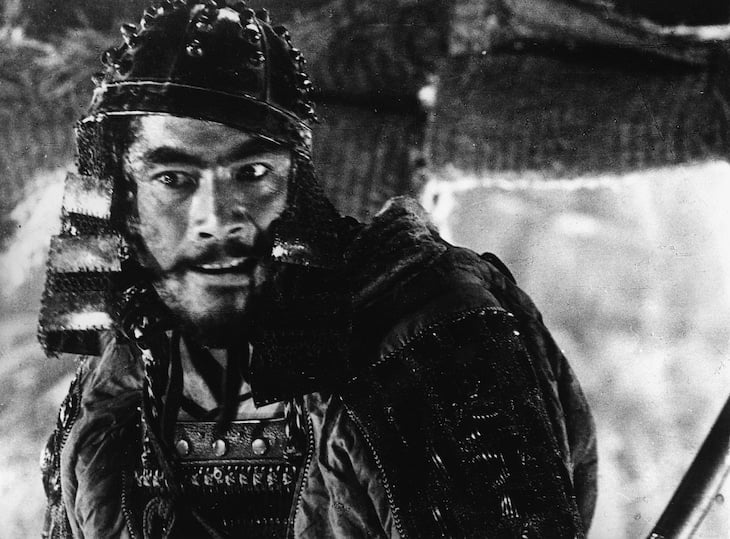
Mifune a Shichinin no Samurai (1954)

En destaca el llargmetratge Shichinin no Samurai (1954), considerada una de les pel·lícules més influents del cinema clàssic, li va atorgar reconeixement internacional. Una altra pel·lícula influent d'aquesta etapa va ser Rashomon (1950), on va interpretar a un asaltant involucrat en un assassinat.
Al començament dels anys 60, Mifune i Kurosawa es van veure afectats per crisis econòmiques, financeres i personals i es van allunyar progressivament, evitant-se mútuament al llarg de tres dècades. La coneguda exigència del realitzador en la seva constant recerca de la perfecció respecte als rodatges va generar gran quantitat de estrès a Mifune, la qual cosa va quedar reflectida en anècdotes en què l'actor criticava el comportament de Kurosawa. La seva darrera pel·lícula junts va ser Barba-roja, 1965.
En 1963, Mifune va fundar la seva pròpia companyia productora, la Mifune Geijutsu Gakuin Productions (三船芸术学), amb la qual va impulsar el cinema japonès, molt influït per Kurosawa.
Va intervenir en diverses pel·lícules i produccions per la televisió estatunidenca. La seva filmografia comprèn més de 170 títols, entre pel·lícules de cine i pel·lícules i minisèries per a televisió.
Mifune va morir a Tòquio a l'edat de 77 anys d'una fallada cardíaca.

## Reconeixements
Fou l'actor japonès més conegut a tot el món i fou premiat en dues ocasions amb la Copa Volpi al millor actor en el Festival de Cinema de Venècia, per Yojimbo el 1961 i per Barba-roja el 1965. Mifune va rebre la Medalla d'Honor amb Galó Morat el 1986 i l'Ordre del Tresor Sagrat del govern japonès el 1993.
El 14 de novembre de 2016, Mifune va rebre una estrella al Hollywood Walk of Fame pel seu treball en la indústria del cinema, situat al 6912 de Hollywood Boulevard.

## Filmografia
- 1947 Ginrei no hate (Snow Trail) - dirigida per Senkichi Taniguchi
- 1947 These Foolish Times - Parts 1 & 2 - dirigida per Kajiro Yamamoto
- 1948 Yoidore tenshi (L'àngel ebri) - dirigida per Akira Kurosawa
- 1949 Shizukanaru ketto (Duel silenciós) - dirigida per Akira Kurosawa
- 1949 Jakoman and Tetsu - dirigida per Senkichi Taniguchi
- 1949 Nora inu (Gos salvatge) - dirigida per Akira Kurosawa
- 1950 Escape at Dawn - dirigida per Senkichi Taniguchi
- 1950 Conduct Report on Professor Ishinaka - Dirigida per Mikio Naruse
- 1950 Shûbun - dirigida per Akira Kurosawa
- 1950 Engagement Ring - dirigida per Keisuke Kinoshita
- 1950 Rashōmon - dirigida per Akira Kurosawa
- 1951 Beyond Love and Hate - dirigida per Senkichi Taniguchi
- 1951 Elegy - dirigida per Kajiro Yamamoto
- 1951 Hakuchi (L'idiota) - dirigida per Akira Kurosawa
- 1951 Pirates - dirigida per Hiroshi Inagaki
- 1951 Meeting of the Ghost Après-Guerre - dirigida per Kiyoshi Saeki
- 1951 Conclusion of Kojiro Sasaki-Duel at Ganryu Island dirigida per Hiroshi Inagaki
- 1951 The Life of a Horsetrader - dirigida per Keigo Kimura
- 1951 Who Knows a Woman's Heart - dirigida per Kajiro Yamamoto
- 1952 Vendetta for a Samurai - dirigida per Kazuo Mori
- 1952 Foghorn - dirigida per Senkichi Taniguchi
- 1952 The Life of Oharu - dirigida per Kenji Mizoguchi
- 1952 Jewels in our Hearts - dirigida per Yasuke Chiba
- 1952 Swift Current - dirigida per Senkichi Taniguchi
- 1952 The Man Who Came to Port - dirigida per Ishiro Honda
- 1953 My Wonderful Yellow Car - dirigida per Senkichi Taniguchi
- 1953 The Last Embrace - dirigida per Masahiro Makino
- 1953 Love in a Teacup - dirigida per Yasuke Chiba
- 1953 The Eagle of the Pacific - dirigida per Ishiro Honda
- 1954 Shichinin no Samurai (Els set samurais) - dirigida per Akira Kurosawa
- 1954-56 Samurai Trilogy - dirigida per Hiroshi Inagaki
  - 1954 Samurai I: Musashi Miyamoto
  - 1955 Samurai II: Duel at Ichijoji Temple
  - 1956 Samurai III: Duel at Ganryu Island
- 1954 The Sound of Waves - dirigida per Senkichi Taniguchi
- 1954 The Black Fury - dirigida per Toshio Sugie
- 1955 A Man Among Men - dirigida per Kajiro Yamamoto
- 1955 All Is Well - Part 1 & 2 - dirigida per Toshio Sugie
- 1955 No Time for Tears - dirigida per Seiji Maruyama
- 1955 Ikimono no kiroku (Viure en la por) - dirigida per Akira Kurosawa
- 1956 Rainy Night Duel - dirigida per Senkichi Taniguchi
- 1956 The Underworld - dirigida per Kajiro Yamamoto
- 1956 Settlement of Love - dirigida per Shin Saburi
- 1956 A Wife's Heart - dirigida per Mikio Naruse
- 1956 Scoundrel - dirigida per Nabuo Aoyagi
- 1956 Rebels on the High Seas - dirigida per Hiroshi Inagaki
- 1957 Kumonosu-jō (Tron de sang - dirigida per Akira Kurosawa
- 1957 A Man in the Storm - dirigida per Senkichi Taniguchi
- 1957 Be Happy, These Two Lovers - dirigida per Ishiro Honda
- 1957 Yagyu Secret Scrolls - part 1 - dirigida per Hiroshi Inagaki
- 1957 A Dangerous Hero - dirigida per Hideo Suzuki
- 1957 Donzoko (Suburbis) - dirigida per Akira Kurosawa
- 1957 Downtown - dirigida per Yasuki Chiba
- 1958 Yagyu Secret Scrolls - part 2 - dirigida per Hiroshi Inagaki
- 1958 Tokyo Holiday - dirigida per Kajiro Yamamoto
- 1958 Muhomatsu, The Rikshaw Man - dirigida per Hiroshi Inagaki
- 1958 The Happy Pilgrimage - dirigida per Yasuki Chiba
- 1958 All About Marriage - cameo - dirigida per Kihachi Okamoto
- 1958 Theater of Life - dirigida per Toshio Sugie
- 1958 Kakushi toride no san akunin (La fortalesa amagada) - dirigida per Akira Kurosawa
- 1959 Boss of the Underworld - dirigida per Kihachi Okamoto
- 1959 Samurai Saga - dirigida per Hiroshi Inagaki
- 1959 The Saga of the Vagabonds - dirigida per Toshio Sugie
- 1959 Desperado Outpost - dirigida per Kihachi Okamoto
- 1959 The Birth of Japan - dirigida per Hiroshi Inagaki
- 1960 The Last Gunfight - dirigida per Kihachi Okamoto
- 1960 The Gambling Samurai - dirigida per Senkichi Taniguchi
- 1960 Storm Over the Pacific - dirigida per Shūe Matsubayashi
- 1960 Man Against Man - dirigida per Senkichi Taniguchi
- 1960 Warui yatsu hodo yoku nemuru (Els malvats dormen bé) - dirigida per Akira Kurosawa
- 1960 Salaryman Chushingura - part 1 - dirigida per Toshio Sugie
- 1961 The Story of Osaka Castle - dirigida per Hiroshi Inagaki
- 1961 Salaryman Chushingura - part 2 - dirigida per Toshio Sugie
- 1961 Yojimbo (Mercenari) també coneguda com The Bodyguard - dirigida per Akira Kurosawa
- 1961 The Youth and his Amulet - dirigida per Hiroshi Inagaki
- 1962 Ánimas Trujano també coneguda com The Important Man - dirigida per Ismael Rodríguez
- 1962 Tsubaki Sanjûrô - dirigida per Akira Kurosawa
- 1962 Tatsu - dirigida per Hiroshi Inagaki
- 1962 Chushingura: Hana no Maki, Yuki no Maki - dirigida per Hiroshi Inagaki
- 1963 Wings over the Pacific - dirigida per Shūe Matsubayashi
- 1963 Tengoku to jigoku (El cel i l'infern) també coneguda com a Heaven and Hell - dirigida per Akira Kurosawa
- 1963 Legacy of the 500,000 - dirigida per Toshiro Mifune
- 1963 The Great Thief - dirigida per Senkichi Taniguchi
- 1964 Whirlwind - dirigida per Hiroshi Inagaki
- 1965 Samurai assassí també titulada Samurai - dirigida per Kihachi Okamoto
- 1965 Barba-roja (Akahige) - dirigida per Akira Kurosawa
- 1965 Sanshiro Sugata - dirigida per Seiichiro Uchikiro - this is a remake of Kurosawa's films Sanshiro Sugata and Sanshiro Sugata part 2
- 1965 Retreat from Kiska - dirigida per Seiji Maruyama
- 1965 Fort Graveyard - dirigida per Kihachi Okamoto
- 1966 Wild Goemon - dirigida per Hiroshi Inagaki
- 1966 The Sword of Doom - dirigida per Kihachi Okamoto
- 1966 The Adventure of Kigan Castle - dirigida per Senkichi Taniguchi
- 1966 The Mad Atlantic - dirigida per Jun Fukuda
- 1966 Grand Prix - dirigida per John Frankenheimer –
- 1967 Samurai Rebellion - dirigida per Masaki Kobayashi
- 1967 The Longest Day of Japan - dirigida per Kihachi Okamoto
- 1968 The Sands of Kurobe - dirigida per Kei Kumai
- 1968 Admiral Yamamoto - dirigida per Seiji Maruyama
- 1968 Gion Festival - dirigida per Daisuke Itō i Tetsuya Yamanouchi
- 1968 Hell in the Pacific - dirigida per John Boorman
- 1969 Samurai Banners - dirigida per Hiroshi Inagaki
- 1969 5,000 Kilometers to Glory - dirigida per Koreyoshi Kurahara
- 1969 Battle of the Japan Sea - dirigida per Seiji Maruyama
- 1969 Red Lion - dirigida per Kihachi Okamoto
- 1969 Band of Assassins - dirigida per Tadashi Sawashima
- 1970 Zatoichi - dirigida per Kihachi Okamoto
- 1970 The Ambitious - dirigida per Daisuke Ito
- 1970 Incident at Blood Pass - dirigida per Hiroshi Inigaki
- 1970 The Walking Majo - dirigida per Koji Senno, Nobuaki Shirai i Keith Eric Burt
- 1970 The Militarists - dirigida per Hiromichi Horikawa
- 1971 Red Sun - dirigida per Terence Young
- 1975 Emboscada a l'Extrem Orient (Paper Tiger) - dirigida per Ken Annakin
- 1976 Midway - dirigida per Jack Smight
- 1977 Proof of the Man - dirigida per Junya Sato
- 1977 Japanese Godfather: Ambition - dirigida per Sadao Nakajima
- 1977 Shogun's Samurai - dirigida per Kinji Fukasaku
- 1978 Dog Flute - dirigida per Sadao Nakajima
- 1978 Lady Ogin - dirigida per Kei Kajima
- 1978 Japanese Godfather: Conclusion - dirigida per Sadao Nakajima
- 1978 The Fall of Ako Castle - dirigida per Kinji Fukasaku
- 1978 Lord Incognito - dirigida per Tetsuya Yamauchi
- 1979 L'hivern assassí (Winter Kills) - dirigida per William Richart
- 1979 The Adventures of Kosuke Kindaichi - dirigida per Nobuhiku Kobayashi
- 1979 Secret Detective Investigation-Net in Big Edo - dirigida per Akinori Matsuo
- 1979 1941 - dirigida per Steven Spielberg
- 1981 The Bushido Blade - dirigida per Tsugunobu Kotani
- 1981 Port Arthur - dirigida per Toshio Masuda
- 1981 Shogun - dirigida per Jerry London
- 1981 Inchon! - dirigida per Terence Young
- 1982 The Challenge - dirigida per John Frankenheimer
- 1983 Conquest - dirigida per Sadao Nakajima
- 1983 Theater of Life - dirigida per Sadao Nakajima, Junya Sato i Kinji Fukasaku
- 1983 Battle Anthem - dirigida per Toshio Masuda
- 1984 The miracle of Joe the Petrel - dirigida per Toshiya Fujita
- 1985 Legend of the Holy Woman - dirigida per Toru Murakawa
- 1986 Song of Genkai Tsurezure - dirigida per Masanobu Deme
- 1987 Shatterer - dirigida per Tonino Valerii
- 1987 Tora-san Goes North - dirigida per Yoji Yamada
- 1987 Princess from the Moon - dirigida per Kon Ichikawa
- 1989 Demons in Spring - dirigida per Akira Kobayashi
- 1989 Death of a Tea Master - dirigida per Kei Kumai
- 1989 cf Girl - dirigida per Izo Hashimoto
- 1991 Strawberry Road - dirigida per Koreyoshi Kurihara
- 1992 Helmet - dirigida per Gordon Hessler
- 1992 Shadow of the Wolf - dirigida per Jacques Dorfman
- 1994 Picture Bride - dirigida per Kayo Hatta
- 1995 Deep River - dirigida per Kei Kumai